# Benedikt Kotruljević
Benedikt Kotruljević (Benko Kotruljić, Dubrovnik oko 1416. – 1469.) bio je hrvatski trgovac, ekonomist, diplomat i humanist. U talijanskim izvorima naziva se Benedetto Cotrugli, a u latinskim Benedictus de Cotrullis.
Smatra se izumiteljem dvostavnog knjigovodstva.
Rođen u uglednoj dubrovačkoj obitelji, široko obrazovan. Većinu života proveo je na napuljskom dvoru, u službi aragonskog kralja Alfonsa V., neko je vrijeme čak bio i ministar dvora. Poznat je po svom djelu Della mercatura et del mercante perfetto, (napisanom 1458. na talijanskom jeziku kojeg je tek 1573. tiskao Frane Petrić u Veneciji) koje se smatra prvim europskim priručnikom o trgovini i knjigovodstvu. Prva kopija danas se drži u Nacionalnoj malteškoj knjižnici.

## Djela
- Della mercatura et del mercante perfetto (1458.) = Knjiga o umijeću trgovanja, s talijanskoga preveo Žarko Muljačić; tekst 13. poglavlja prevela Karmen Milačić. Zagreb, Binoza press, 2005. Ranije izdanje (O trgovini i o savršenu trgovcu) pripremili su i obradili Rikard Radičević i Žarko Muljačić (Zagreb, JAZU, 1985.).
- De navigatione (1464.) = O plovidbi, priredio i preveo Damir Salopek. Zagreb, Ex libris, 2005.
- Della natura dei fiori (O prirodi cvijeća)
- De uxore ducenda (O izboru supruge) pisana na latinskom jeziku

## Vanjske poveznice
- O sporu oko začetnika ideje dvostavnog knjigovodstva v.   Arhivirana inačica izvorne stranice od 28. rujna 2007. (Wayback Machine)
- (engl.) Rewriting the History of Accounting – Pacioli Instituut   Arhivirana inačica izvorne stranice od 27. kolovoza 2009. (Wayback Machine)
- (engl.) O hrvatskom prijevodu Kotruljevićeva djela De navigatione v.  (prikaz Vladimira Stipetića)